# 加西郡
- 令制国一覧 > 山陽道 > 播磨国 > 加西郡
- 日本 > 近畿地方 > 兵庫県 > 加西郡

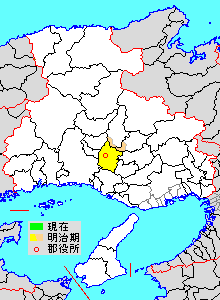
兵庫県加西郡の位置（薄黄：後に他郡に編入された区域）

加西郡（かさいぐん）は、兵庫県（播磨国）にあった郡。

## 郡域
1879年（明治12年）に行政区画として発足した当時の郡域は、下記の区域にあたる。
- 加西市の全域
- 西脇市の一部（明楽寺町・水尾町・岡崎町・落方町・上王子町・合山町・八坂町・出会町）
- 多可郡多可町の一部（八千代区大和）

## 歴史
古代の賀茂郡が加東郡・加西郡に分割して発足。

### 近世以降の沿革
- 「旧高旧領取調帳」に記載されている明治初年時点での支配は以下の通り。●は村内に寺社領が、○は寺社除地[1]が存在。幕府領は谷町代官所・生野代官所が管轄。（129村）

| 知行         | 知行                 | 村数 | 村名 |
| ------------ | -------------------- | ---- | --- |
| 幕府領       | 京都守護職役知       | 37村 | 大柳村、中山村、東剣坂村、西長村、東長村、戸田井村、野田村、西笠原村、○東笠原村、桑原田村、○繁昌村、下宮木村、中野村、○鶉野新家村、野条村、牛居村、琶琵甲村、中西村、大村、西南村、東南村、玉野村、玉野新家村、○朝妻村、○常吉村、○別府村、都染村、○笹倉村、○島村、○西野々村、○池上村、満久村、河原村、青野原中新田村、青野原下新田村、○西鴨谷村、佐谷村 |
| 幕府領       | 田安徳川家領         | 34村 | 倉谷村、●坂本村（現・加西市坂本町）、法華山、西剣坂村、両月村、○網引村、西横田村、片島村、山下村、谷口村、北吸谷村、南吸谷村、坂本村（現・加西市坂元町）、市村、窪田村、黒駒村、西高室村、東高室村、古坂村、横尾村、市場村、寺内村、栗田村、小谷村、谷村、西谷村、畑村、越水村、中富村、上野上村、富家村、●上野村（現・加西市上野町）、河内村、別所村   |
| 幕府領       | 幕府領               | 14村 | 上野村（現・加西市西上野町）、○豊倉村、九兵衛新田、又蔵新田、五領新田、立会新田、○上若井村、下若井村、大内村、東鴨谷村、○殿原村、南殿原村、○下万願寺村、上万願寺村 |
| 幕府領       | 一橋徳川家領         | 8村  | 東道山村、●上芥田村、●普光寺村、大工村、上新田村、下新田村、●柳山寺村 |
| 幕府領       | 旗本領               | 5村  | 鍛冶屋村、青野村、油谷村、田谷村、小印南村 |
| 幕府領       | 幕府領・田安徳川家   | 2村  | 段下村、山枝村 |
| 幕府領       | 一橋徳川家・旗本領   | 1村  | 下郷村 |
| 藩領         | 播磨三草藩           | 11村 | 田井村、馬渡谷村、国正村、●奥山寺村、山川村、水尾村、落方村、合山村、明楽寺村、中三原村、上三原村 |
| 藩領         | 播磨姫路藩           | 10村 | 王子村、上宮木村、鎮岩村、岸呂村、岸村、別名村、下野上村、北村、広原村、下芥田村 |
| 藩領         | 武蔵忍藩             | 3村  | 尾崎村、北山村、○吉野村 |
| 藩領         | 下総古河藩           | 2村  | 三口村、東横田村 |
| 幕府領・藩領 | 京都守護職役知・忍藩 | 1村  | ○田原村 |
| その他       | 寺社領               | 1村  | 西寺内村 |

- 慶応4年
  - 2月2日（1868年2月24日） - 京都守護職役知・幕府領の一部（下記10村を除く）が兵庫裁判所の管轄となる。
  - 4月19日（1868年5月11日） - 幕府領の残部（西鴨谷村・佐谷村・上若井村・下若井村・大内村・東鴨谷村・殿原村・南殿原村・下万願寺村・上万願寺村）が府中裁判所の管轄となる。
  - 5月23日（1868年7月12日） - 兵庫裁判所の管轄地域が兵庫県の管轄となる。
  - 7月29日（1868年9月15日） - 府中裁判所の管轄地域が久美浜県の管轄となる。
- 明治元年（1868年） - 法華山が坂本村（現・加西市坂本町）に合併。（127村）
- 明治2年
  - 8月10日（1869年9月15日） - 久美浜県の管轄地域が生野県の管轄となる。
  - 旗本領が兵庫県の管轄となる。
- 明治3年（1870年）
  - 11月 - 生野県の管轄地域が兵庫県の管轄となる。
  - 田安徳川家領・一橋徳川家領が兵庫県の管轄となる。
- 明治4年
  - 7月14日（1871年8月29日） - 廃藩置県により、藩領が三草県、姫路県、忍県、古河県の管轄となる。
  - 11月2日（1871年12月13日） - 第1次府県統合により、全域が姫路県の管轄となる。
  - 11月9日（1871年12月20日） - 飾磨県の管轄となる。
  - 西鴨谷村・東鴨谷村が合併して鴨谷村となる。（126村）
- 明治8年（1875年）（124村）
  - 柳山寺村・中三原村・上三原村が合併して大和村となる。
  - 立会新田が改称して出会村となる。
- 明治9年（1876年）（118村）
  - 8月21日 - 第2次府県統合により兵庫県の管轄となる。
  - 河原村・富家村が合併して和泉村となる。
  - 上若井村・下若井村が合併して若井村となる。
  - 北吸谷村・南吸谷村が合併して吸谷村となる。
  - 岸村・別名村が合併して福居村となる。
  - 又蔵新田が別府村に、青野原中新田村が繁昌村にそれぞれ合併。
- 明治10年（1877年）（114村）
  - 片島村・北山村が合併して福住村となる。
  - 上野上村・下野上村が合併して野上村となる。
  - 五領新田が国正村に、南殿原村が殿原村にそれぞれ合併。
- 明治11年（1878年） - 市場村・寺内村・西寺内村が合併して北条町となる。（1町110村）
- 明治12年（1879年）
  - 1月8日 - 郡区町村編制法の兵庫県での施行により、行政区画としての加西郡が発足。郡役所が北条町に設置。
  - 上野村（現・加西市西上野町）が改称して西上野村となる。
- 明治17年（1884年） - 九兵衛新田が別府村に合併。（1町109村）
- 明治18年（1885年） - 田井村・山川村が合併して山田村となる。（1町108村）

### 町村制以降の沿革

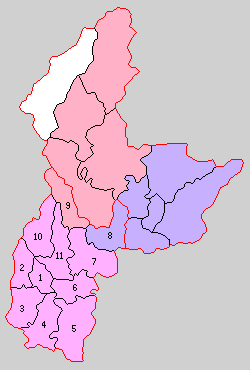
1.北条町 2.富田村 3.賀茂村 4.下里村 5.九会村 6.富合村 7.多加野村 8.芳田村 9.大和村 10.西在田村 11.在田村（紫：西脇市 桃：加西市 赤：多可郡多可町）

- 明治22年（1889年）4月1日 - 町村制の施行により、以下の町村が発足。特記以外は現・加西市。（1町10村）
  - 北条町 ← 北条町、小谷村、栗田村、横尾村、古坂村、東高室村、西高室村、東南村、西南村、黒駒村
  - 富田村 ← 谷村、西谷村、畑村、窪田村、吸谷村、西上野村、市村、坂本村［現・加西市坂元町］、福居村、谷口村、吉野村
  - 賀茂村 ← 福住村、山下村、西横田村、東横田村、鎮岩村、岸呂村、東長村、西長村、東剣坂村、西剣坂村、中山村、大柳村
  - 下里村 ← 西笠原村、東笠原村、三口村、坂本村［現・加西市坂本町］、倉谷村、野田村、野条村、琵琶甲村、牛居村、中西村、段下村、尾崎村、大村、両月村、戸田井村、王子村
  - 九会村 ← 中野村、田原村、網引村、青野原下新田村、桑原田村、繁昌村、上宮木村、鶉野新家村、下宮木村
  - 富合村 ← 別府村、都染村、常吉村、朝妻村、豊倉村、玉野村、山枝村、玉野新家村
  - 多加野村 ← 和泉村、河内村、山田村、野上村、池上村、西野々村、島村、満久村、馬渡谷村、大工村、鍛冶屋村、油谷村、田谷村、国正村、小印南村、青野村
  - 芳田村 ← 明楽寺村、水尾村、落方村、上新田村、合山村、出会村、下新田村、下郷村（現・西脇市）
  - 大和村（単独村制。現・多可郡多可町）
  - 西在田村 ← 上道山村、若井村、大内村、下道山村、下万願寺村、上万願寺村
  - 在田村 ← 上野村、広原村、上芥田村、殿原村、鴨谷村、中富村、北村、佐谷村、笹倉村、越水村、別所村、下芥田村
- 明治29年（1896年）7月1日 - 郡制を施行。
- 大正12年（1923年）4月1日 - 郡会が廃止。郡役所は存続。
- 大正15年（1926年）7月1日 - 郡役所が廃止。以降は地域区分名称となる。
- 昭和29年（1954年）
  - 3月25日 - 大和村が多可郡野間谷村と合併して多可郡八千代村が発足。
  - 3月29日 - 芳田村が西脇市に編入。
- 昭和30年（1955年）
  - 1月15日 - 北条町・富田村・賀茂村・下里村が合併し、改めて北条町が発足。
  - 3月1日 - 多加野村・西在田村・在田村が合併して泉町が発足。
  - 3月30日 - 九会村・富合村が合併して加西町が発足。
- 昭和42年（1967年）4月1日 - 北条町・泉町・加西町が合併して加西市が発足。同日加西郡消滅。

### 変遷表
| 明治22年以前 | 明治22年4月1日 | 明治22年 - 昭和19年 | 昭和20年 - 昭和34年                   | 昭和35年 - 昭和64年   | 平成1年 - 現在                      | 現在          |
| ------------ | -------------- | ------------------- | ------------------------------------- | --------------------- | ----------------------------------- | ------------- |
|              | 北條町         | 北條町              | 昭和30年1月15日 北條町                | 昭和42年4月1日 加西市 | 加西市                              | 加西市        |
|              | 富田村         | 富田村              | 昭和30年1月15日 北條町                | 昭和42年4月1日 加西市 | 加西市                              | 加西市        |
|              | 賀茂村         | 賀茂村              | 昭和30年1月15日 北條町                | 昭和42年4月1日 加西市 | 加西市                              | 加西市        |
|              | 下里村         | 下里村              | 昭和30年1月15日 北條町                | 昭和42年4月1日 加西市 | 加西市                              | 加西市        |
|              | 在田村         | 在田村              | 昭和30年3月1日 泉町                   | 昭和42年4月1日 加西市 | 加西市                              | 加西市        |
|              | 西在田村       | 西在田村            | 昭和30年3月1日 泉町                   | 昭和42年4月1日 加西市 | 加西市                              | 加西市        |
|              | 多加野村       | 多加野村            | 昭和30年3月1日 泉町                   | 昭和42年4月1日 加西市 | 加西市                              | 加西市        |
|              | 九会村         | 九会村              | 昭和30年3月30日 加西町                | 昭和42年4月1日 加西市 | 加西市                              | 加西市        |
|              | 富合村         | 富合村              | 昭和30年3月30日 加西町                | 昭和42年4月1日 加西市 | 加西市                              | 加西市        |
|              | 大和村         | 大和村              | 昭和29年3月25日 多可郡 八千代村の一部 | 昭和35年1月1日 町制   | 平成17年11月1日 多可郡 多可町の一部 | 多可郡 多可町 |
|              | 芳田村         | 芳田村              | 昭和29年3月29日 西脇市に編入          | 西脇市                | 平成17年10月1日 西脇市の一部        | 西脇市        |

## 行政
明治12年（1879年）に加西郡が発足すると、同年1月13日に北条町の酒見寺内の庫裏に郡役所が設けられた。その後、明治29年（1896年）に新たに庁舎が建設されのを機に移転し、郡役所廃止まで同地にあった。
歴代郡長
| 代 | 氏名       | 就任年月日                 | 退任年月日                 | 備考                   |
| -- | ---------- | -------------------------- | -------------------------- | ---------------------- |
| 1  | 山本省三   | 明治12年（1879年）1月13日  | 明治12年（1879年）10月6日  |                        |
| 2  | 宮内勝海   | 明治12年（1879年）10月6日  | 明治15年（1882年）2月6日   |                        |
| 3  | 深沢高儀   | 明治15年（1882年）2月12日  | 明治19年（1886年）8月31日  |                        |
| 4  | 内海忠誨   | 明治19年（1886年）9月6日   | 明治22年（1889年）7月2日   | 加東郡長を兼任         |
| 5  | 赤木義彦   | 明治22年（1889年）7月2日   | 明治23年（1890年）5月9日   |                        |
| 6  | 神代淳一郎 | 明治23年（1890年）5月9日   | 明治29年（1896年）1月18日  |                        |
| 7  | 児玉利実   | 明治29年（1896年）1月18日  | 明治31年（1898年）10月31日 |                        |
| 8  | 鈴木需     | 明治31年（1898年）10月31日 | 明治34年（1901年）10月23日 |                        |
| 9  | 福田伊八   | 明治34年（1901年）10月23日 | 明治35年（1902年）4月30日  |                        |
| 10 | 小林正義   | 明治35年（1902年）4月30日  | 明治37年（1904年）11月30日 |                        |
| 11 | 関口仙     | 明治37年（1904年）11月30日 | 明治38年（1905年）5月1日   |                        |
| 12 | 山田知秀   | 明治38年（1905年）5月1日   | 明治40年（1907年）8月10日  |                        |
| 13 | 小出雅雄   | 明治40年（1907年）8月10日  | 大正6年（1917年）2月28日   |                        |
| 14 | 松崎喜十郎 | 大正6年（1917年）2月28日   | 大正8年（1919年）1月17日   |                        |
| 15 | 松嶋源蔵   | 大正8年（1919年）1月17日   | 大正9年（1920年）3月22日   |                        |
| 16 | 宮崎俊男   | 大正9年（1920年）3月22日   | 大正12年（1923年）8月21日  |                        |
| 17 | 中山亥三次 | 大正12年（1923年）8月21日  | 大正13年（1924年）9月9日   |                        |
| 18 | 成家毅     | 大正13年（1924年）9月9日   | 大正15年（1926年）6月30日  | 郡役所廃止により、廃官 |